# Nobori

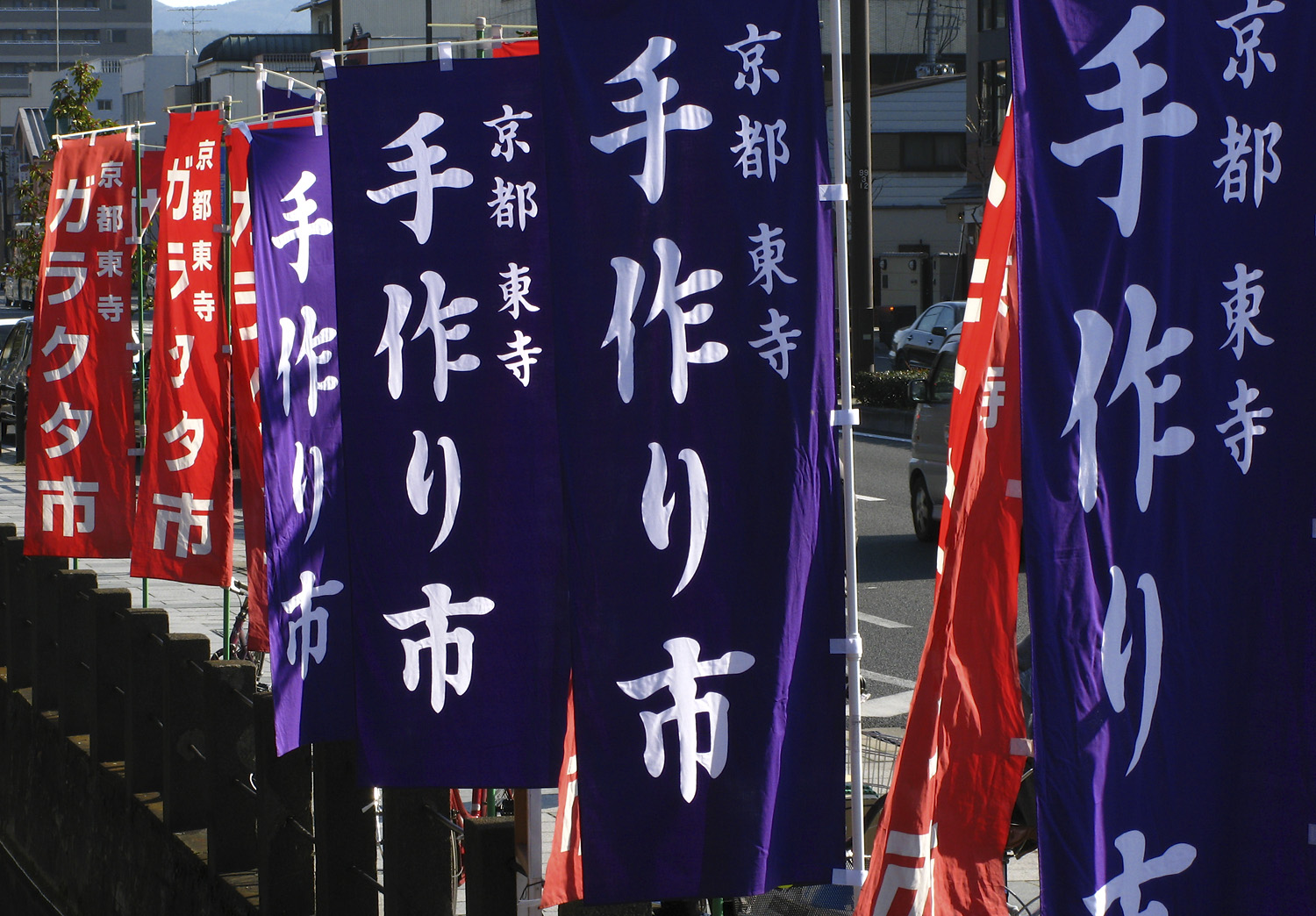
Nobori als afores del Tō-ji

Les nobori (幟, bandera) eren un tipus de banderes especials que s'utilitzaven en el camp de batalla del Japó feudal. S'empraven per a identificar les unitats d'un exèrcit i el seu ús es va popularitzar durant el període Sengoku junt amb les hata-jirushi. Aquest tipus de banderes eren llargues i estretes i sempre es mantenien visibles i identificables en el camp de batalla.
Tot i que generalment s'utilitzaven per a representar diferents divisions d'un exèrcit, les nobori algunes vegades es feien idèntiques per produir una demostració impressionant i intimidant de banderes enemigues.
Les nobori s'utilitzen avui en dia durant festivals i esdeveniments esportius al Japó.